# Ferdinand Großkurth
Johann Wilhelm Ferdinand Großkurth (* 10. Januar 1802 in Meineringhausen; † 6. April 1877 in Hüninghausen) war ein deutscher Gutspächter und Politiker.
Großkurth war der Sohn des Gutspächters und Landwirts Christoph Friedrich Großkurth und dessen Ehefrau Johanne Friederike geborene Tewes. Wilhelm Großkurth (1808–1875 in Arolsen), von 1848 bis 1849 Präsident des waldeckschen Landtags, war sein jüngerer Bruder.
Ferdinand Großkurth heiratete am 1. Mai 1827 in Adelebsen Charlotte Bunnemann. Er lebte als Gutspächter und Landwirt in Meineringhausen. Vom 24. Dezember 1853 bis 1855 war er für den Wahlkreis Kreis des Eisenbergs Abgeordneter im Landtag des Fürstentums Waldeck-Pyrmont.